# Tricyphona livida
Tricyphona livida är en tvåvingeart som beskrevs av Madarassy 1881. Tricyphona livida ingår i släktet Tricyphona och familjen hårögonharkrankar. Inga underarter finns listade i Catalogue of Life.